# Antigua Línea 7 (TUVISA)
La antigua línea 7 de TUVISA de Vitoria unía mediante el centro de la ciudad el barrio de Aranbizkarra con el de Sansomendi.

## Características
Esta línea conectaba pasando por el centro de Vitoria los barrios de Aranbizkarra y Sansomendi, dando servicio también al de Salburua.
La línea dejó de estar en funcionamiento a finales de octubre de 2009, como todas las demás antiguas líneas de TUVISA, cuándo el mapa de transporte urbano en la ciudad fue modificado completamente.

### Frecuencias
| de lunes a viernes laborables |        |
| de 7:05 a 22:25               | 20 min |
| sábados laborables            |        |
| de 7:30 a 23:30               | 30 min |
| domingos y festivos           |        |
| de 8:30 a 22:30               | 30 min |
| laborables agosto             |        |
| de 7:30 a 22:30               | 30 min |

| de lunes a viernes laborables |        |
| de 7:05 a 22:25               | 20 min |
| sábados laborables            |        |
| de 7:30 a 23:30               | 30 min |
| domingos y festivos           |        |
| de 8:30 a 22:30               | 30 min |
| laborables agosto             |        |
| de 7:30 a 22:30               | 30 min |

## Recorrido
La Línea comenzaba su recorrido en la Calle Antonio Machado, donde enseguida giraba a la derecha por la Calle Duque de Wellington, desde donde continuaba por José Achotegui, México y Pedro Asúa, donde tras dar media vuelta, giraba a la derecha por Pintor Ortíz de Urbina. Girando primero a la derecha por Serafín Ajuria y después a la izquierda por Adriano VI, llegaba hasta la Calle Magdalena, Calle Prado, Plaza de la Virgen Blanca, Mateo de Moraza, Olaguíbel y Avenida de Judimendi. En una rotonda giraba a la derecha por la Calle Valladolid y la Avenida de Bruselas. Girando a la izquierda, entraba a la Calle Joaquín Collar, y de nuevo a la izquierda por la Avenida Juan Carlos I. Continuando recto por la Calle Andalucía y tras girar a la derecha llegaba a la Calle Burgos donde se encontraba la parada de regulación horaria.
Tras retomar el recorrido y girar a la izquierda por Obispo de Ballester, y de nuevo a la izquierda, llegaba a la Calle Valladolid, por la que giraba a la derecha por Avenida de Judimendi y después a la izquierda para entrar tanto a la Calle León, cómo a la Calle Extremadura. Tras un giro a derechas en una rotonda, accedía a la Avenida Santiago, que le llevaba hasta la Calle Paz. Girando a la derecha, pasaba por la Calle Independencia, General Álava, Becerro de Bengoa y Monseñor Estenaga, que desembocaba en la Calle Luis Henitz. Desde allí, accedía a la Calle Ramiro Maeztu, y después a la calle del Beato Tomás de Zumárraga hasta llegar a la Avenida de los Huetos, la que abandonaba por la Calle Sansomendi y Paula Montal hasta llegar a la Calle Antonio Machado, punto inicial de la línea.

## Paradas
| KBHFa |

| HST |

| HST |

| HST |

| HST |

| HST |

| HST |

| HST |

| HST |

| HST |

| HST |

| HST |

| HST |

| STRo |

| HST |

| HST |

| HST |

| BHF |

| HST |

| HST |

| HST |

| HST |

| HST |

| HST |

| HST |

| HST |

| HST |

| HST |

| HST |

| HST |

| STRo |

| HST |

| HST |

| HST |

| HST |

| HST |

| KBHFe |

| KBHFa |

| HST |

| HST |

| HST |

| HST |

| HST |

| HST |

| HST |

| HST |

| HST |

| HST |

| HST |

| HST |

| STRo |

| HST |

| HST |

| HST |

| BHF |

| HST |

| HST |

| HST |

| HST |

| HST |

| HST |

| HST |

| HST |

| HST |

| HST |

| HST |

| HST |

| STRo |

| HST |

| HST |

| HST |

| HST |

| HST |

| KBHFe |

| KBHFa |

| HST |

| HST |

| HST |

| HST |

| HST |

| HST |

| HST |

| HST |

| HST |

| HST |

| HST |

| HST |

| STRo |

| HST |

| HST |

| HST |

| BHF |

| HST |

| HST |

| HST |

| HST |

| HST |

| HST |

| HST |

| HST |

| HST |

| HST |

| HST |

| HST |

| STRo |

| HST |

| HST |

| HST |

| HST |

| HST |

| KBHFe |

| KBHFa |

| HST |

| HST |

| HST |

| HST |

| HST |

| HST |

| HST |

| HST |

| HST |

| HST |

| HST |

| HST |

| STRo |

| HST |

| HST |

| HST |

| BHF |

| HST |

| HST |

| HST |

| HST |

| HST |

| HST |

| HST |

| HST |

| HST |

| HST |

| HST |

| HST |

| STRo |

| HST |

| HST |

| HST |

| HST |

| HST |

| KBHFe |